# بهناز فرهی

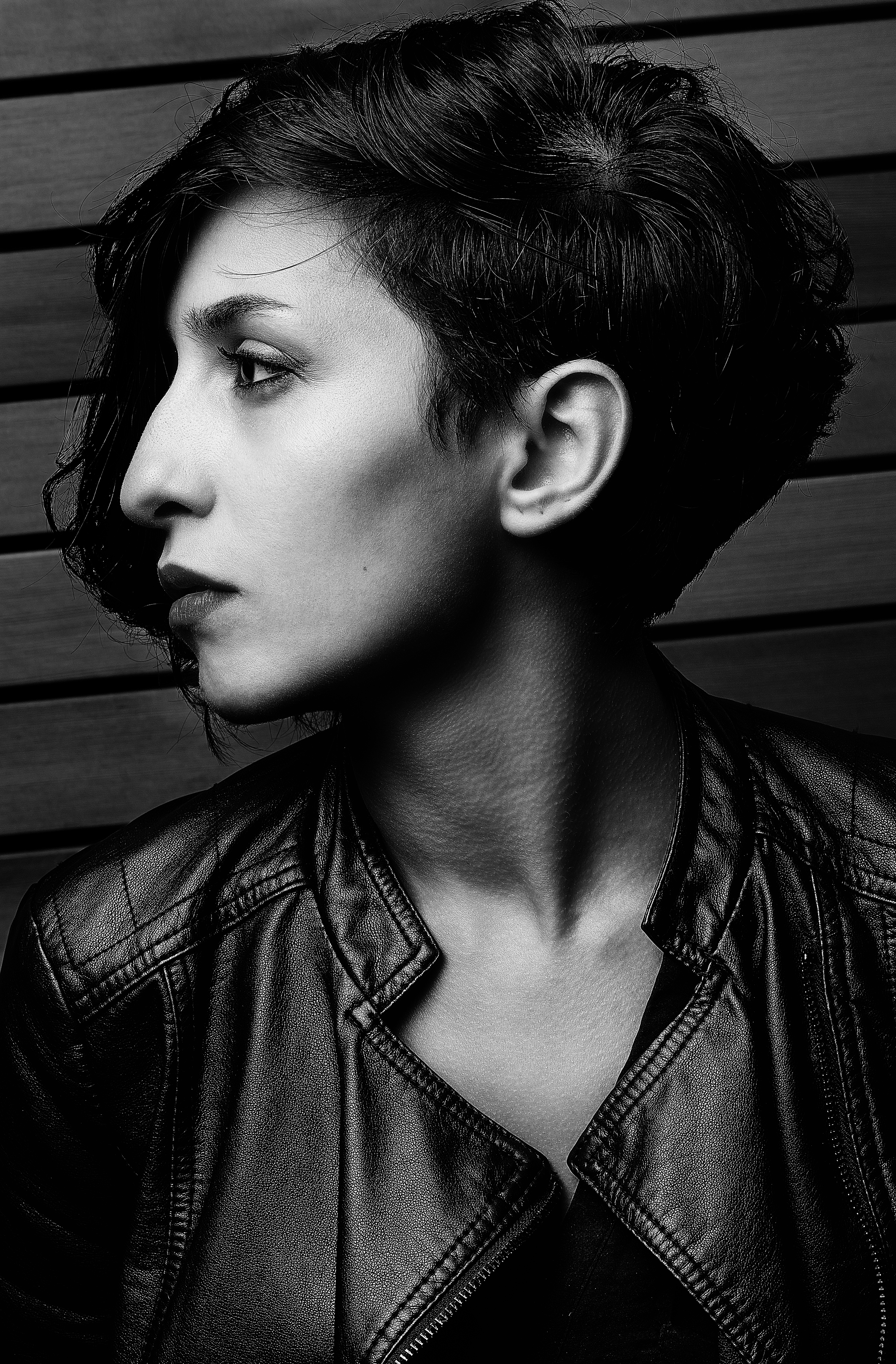
بهناز فراهی در سال ۲۰۱۴

بهناز فرهی (به انگلیسی: Behnaz Farahi)، (متولد تهران ۱۳۶۴) معمار ایرانی است که بیشتر بخاطر طراحی لباسهای هوشمند اینتراکتیو متقابل شهرت دارد.

## سنین جوانی و تحصیل
بهناز فراهی در تهران متولد و بزرگ شد. از کودکی شروع به طراحی و ساخت وسایل مکانیکی می‌کرد. وی پس از پایان تحصیلات خود در رشته معماری در دانشگاه شهید بهشتی و آزاد در ایران به لس آنجلس نقل مکان کرد و در آنجا موفق به دریافت دومین کارشناسی ارشد خود در دانشکده معماری یو سی اس (USC) شد. وی دارای مدرک دکترای هنر و تمرین رسانه ای میان رشته‌ای از دانشکده هنرهای سینمایی USC است و در حال حاضر استادیار طراحی در دانشگاه ایالتی کالیفرنیا، لانگ بیچ است.

## حرفه
در سال ۲۰۱۵ او یک شنل با استفاده از چاپ سه بعدیبا عنوان «نوازش نگاه» ایجاد کرد ساختار لباس به گونه ای بود که هنگامی شخصی به بخشی از آن خیره می‌شد آن بخش واکنش نشان داده و از و بسته می‌شد در حقیقت لباس ظاهراً به نگاه دیگران واکنش نشان می‌دهد. این پروژه چندین جایزه مانند جایزه طراحی فناوری جهانی ۲۰۱۶ و نوآوری Fast Company 2016 توسط Design Linda Tischler Award را دریافت کرد. از منظر فنی، کارهای فراهی مبتنی بر طراحی محاسباتی، ساخت دیجیتال، محاسبه مواد و هوش مصنوعی است. از منظر نظری، کار وی همچنین توسط فمینیسم، علوم اعصاب و فلسفه شناختی مورد توجه می‌باشد.

## مجموعه‌ها
کارهای او در مجموعه دائمی موزه علم و صنعت شیکاگو است.